# Alex Coco

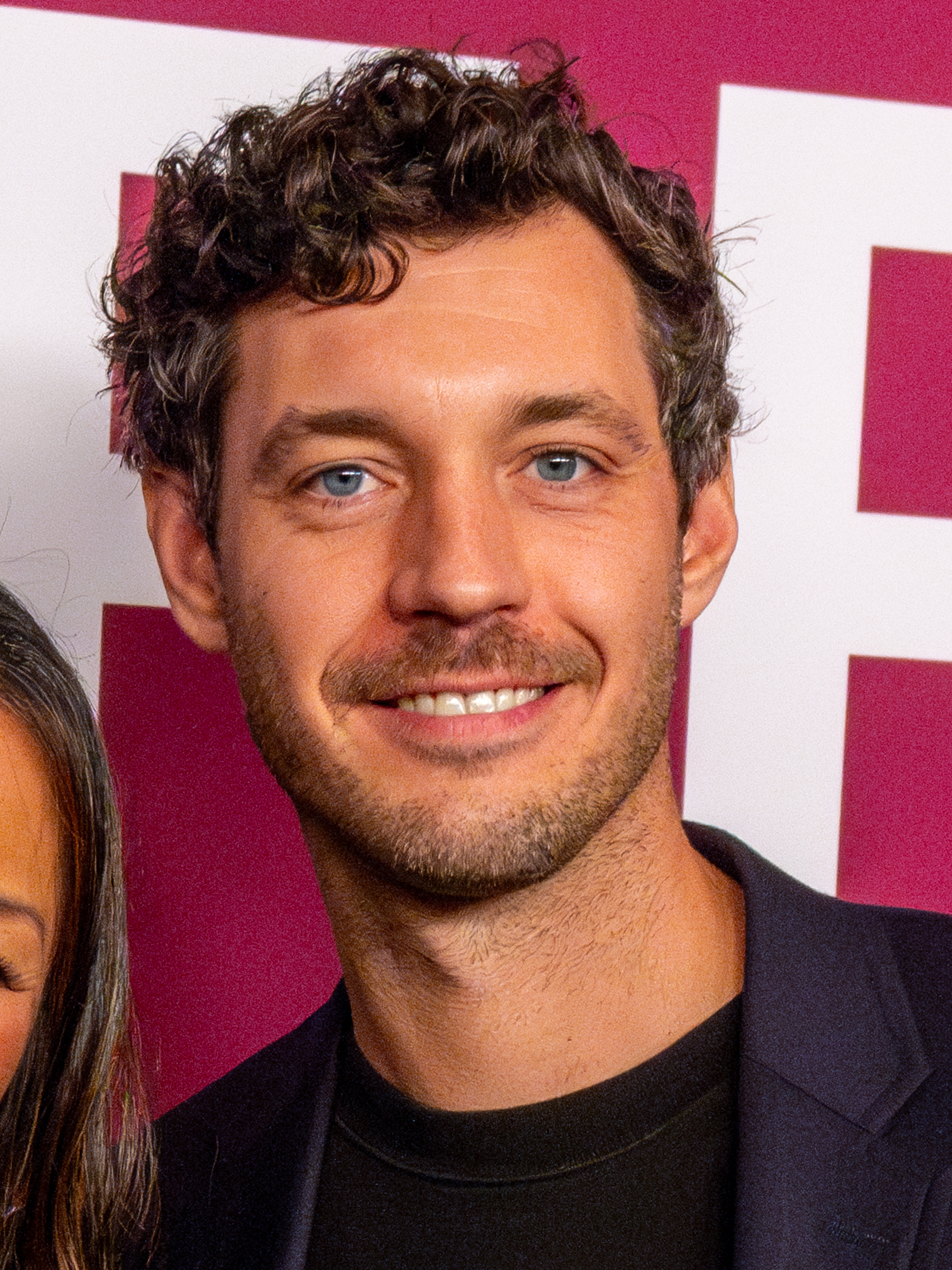
Alex Coco (2024)

Alex Coco ist ein US-amerikanischer Filmproduzent und Filmeditor.

## Karriere
Coco begann seine Filmkarriere 2011 mit dem Kurzfilm Franklin; Funeral Director. Darauf folgten weitere Kurzfilme, bei denen er teils auch Regie führte oder den Schnitt übernahm. So war er auch 2017 an The Florida Project von Regisseur Sean Baker beteiligt. Neben einigen Kurzfilmen produzierte er 2021 Red Rocket und 2023 The Sweet East. Darauf folgte 2024 die Produktion seines bisher erfolgreichsten Films Anora, der erneut in Kooperation mit Regisseur Baker entstand. Für den Film erhielt er zusammen mit Samantha Quan und Sean Baker einen Oscar in der Kategorie Bester Film. In seiner Gewinnerrede verwies Coco auf die Arbeit des Produktionsteams und darauf, dass auch Independentfilme eine Chance bei den Oscars haben.
Im Sommer 2025 wurde er Mitglied der Academy of Motion Picture Arts and Sciences. Coco lebt in Los Angeles.

## Filmografie (Auswahl)
- 2011: Franklin; Funeral Director (Kurzfilm: Regie, Buch)
- 2013: Refrain (Kurzfilm: Regie, Produktion, Schnitt)
- 2016: Sun Valley (Kurzfilm)
- 2017: The Florida Project (Schnitt)
- 2019: Meet the Filmmakers: Herschell Gordon Lewis (Kurzfilm: Produktion, Schnitt)
- 2019: Colours (Kurzfilm: Produktion, Schnitt)
- 2020: MetaVision (Kurzfilm: Schnitt)
- 2021: Khaite FW21 (Kurzfilm)
- 2021: Red Rocket
- 2021: Beat the Shift
- 2022: Champ (Kurzfilm)
- 2023: Power Signal (Kurzfilm)
- 2023: The Sweet East
- 2023: Pet Shop Days
- 2024: Puddysticks
- 2024: Anora
- 2024: Allen Sunshine

## Auszeichnungen (Auswahl)
- 2024: British Independent Film Award in der Kategorie Bester Internationaler Independentfilm für Anora
- 2025: Independent-Spirit-Award-Nominierung in der Kategorie Bester Film für Anora
- 2025: BAFTA-Nominierung in der Kategorie Bester Film für Anora
- 2025: Oscar in der Kategorie Bester Film für Anora